# Parti du futur du peuple
Le Parti du futur du peuple (hangeul : 국민의미래 ; hanja : 國民의未來 ; RR : Gugminuimirae ; litt. « Futur des nationaux ») est un parti politique sud-coréen satellite du Pouvoir au peuple fondé le 23 février 2024 et enregistré le 27 février 2024,. Il est formé afin de capter les sièges répartis à la proportionnelle lors des élections législatives de 2024, de la même façon dont le Parti du futur uni a formé le Parti de la Corée future (en) lors des élections de 2020.

## Résultats

### Élections législatives
| Année | Voix       | %     | Rang | Élus    |
| ----- | ---------- | ----- | ---- | ------- |
| 2024  | 10 395 264 | 37,67 | 1er  | 18 / 46 |